# Lubaantún

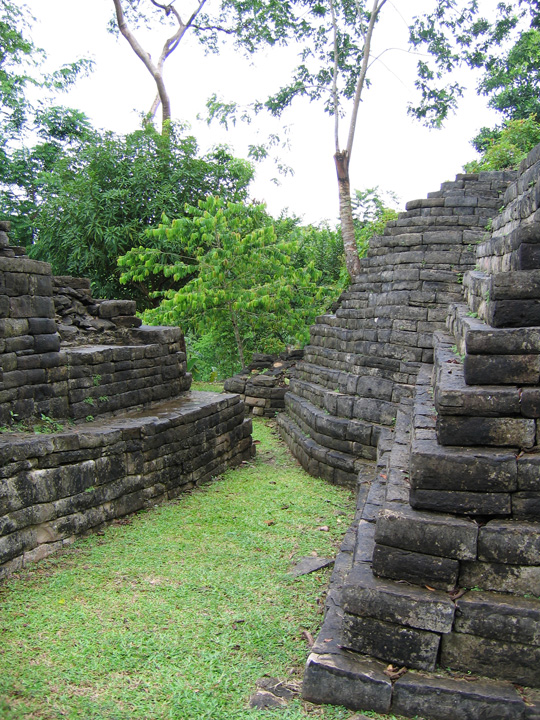
Basi delle piattaforme di un tempio

Lubaantún (anche Lubaantán) è un sito archeologico costruito dalla civiltà Maya nel Belize meridionale, nel distretto di Toledo. È situato a 42 km da Punta Gorda, e a 3,2 km dal villaggio di San Pedro Columbia. Nel sito sono state trovate una vasta quantità di figurine in ceramica; si pensa che queste piccole sculture venissero usate in rituali come mezzi per effettuare la cristalloterapia.
Lubaantun è accessibile tramite automobile e possiede un piccolo centro per i visitatori.
La città risale al periodo classico, fiorendo dal 730 all'890 circa, per poi essere stata abbandonata poco tempo dopo. L'architettura è diversa rispetto agli altri siti delle terre basse dei Maya. Le costruzioni di Lubaantun sono costituite in gran parte da blocchi di pietra uniti senza malta, principalmente di ardesia invece che del calcare tipicamente comune nella regione.
Il centro del sito è situato su una piattaforma rialzata artificialmente tra due piccoli fiumi. Il nome antico del sito è sconosciuto; "Lubaantun" è un nome moderno della lingua maya che significa "luogo delle pietre cadute".

## Ricerche archeologiche
Durante i primi anni del XX secolo il dottor Thomas Gann giunse per svolgere ricerche nella zona; nel 1903 svolse ricerche nel sito e pubblicò due rapporti riguardanti le rovine nel 1905.
La spedizione successiva venne condotta da R. E. Merwin del Museo Peabody della Università di Harvard nel 1915, che ripulì la zona dalla vegetazione, fece una mappa dettagliata, prese misure e fotografie, e fece svolgere alcuni piccoli scavi. Merwin scoprì uno dei tre giardini adibiti al gioco della palla centroamericano.
Negli anni Venti, l'avventuriero inglese Frederick Albert Mitchell-Hedges legò il suo nome alla città "perdura" di Lubaantun, e più tardi dichiarò tra l'altro di avervi rinvenuto il celebre Teschio di cristallo, ancora oggi oggetto di dibattute interpretazioni.
Il British Museum finanziò alcuni scavi nel 1926 e 1927 che accertarono la data di costruzione della città, risalente al periodo tardo classico. Dopo gli scavi Lubaantun venne lasciato da parte dagli archeologi, subendo alcuni saccheggi da parte di cercatori di tesori, fino al 1970, quando un progetto creato in comune tra il British Museum, l'Università di Harvard e l'Università di Cambridge venne condotto dall'archeologo Norman Hammond.